# Poa pratensis ssp. alpigena
Poa pratensis ssp. alpigena là một phân loài cỏ trong họ hòa thảo, thuộc chi poa.